# Авенель, Дени Луи Марсиаль
Дени́ Луи́ Марсиа́ль Авене́ль (фр. Denis Louis Martial Avenel; 26 мая 1783, Орбек, Нормандия — 19 августа 1875, Париж) — французский журналист и библиотекарь парижской Сен-Женевьевской библиотеки, известный своим многотомным трудом по изданию писем, государственных и дипломатических бумаг кардинала Ришельё; кавалер ордена Почётного легиона.

## Биография
Служил секретарём короля Вестфалии. Сотрудничал в качестве журналиста с изданиями «Ревю энциклопедик» (Revue encyclopédique), «Конституционалист» и «Курье франсэ» (Courrier français). Работал в Сен-Женевьевской библиотеке с 1848 года, в 1856 был возведён в должность хранителя библиотеки.
Похоронен на кладбище Пер-Лашез (участок 20).

## Издания
Издал в «Коллекции ранее неизвестных документов по истории Франции» («Collection des documents inédits sur l’histoire de France») собрание писем, государственных и дипломатических бумаг кардинала Ришельё («Lettres, papiers d’état et instructions diplomatiques du cardinal de Richelieu») в 8 томах (1853—1877):
- том 1 — 1608—1624 годы; изд. 1853;
- том 2 — 1624—1627 годы; изд. 1856;
- том 3 — 1628—1630 годы; изд. 1858;
- том 4 — 1630—1635 годы; изд. 1861;
- том 5 — 1635—1637 годы; изд. 1863;
- том 6 — 1638—1642 годы; изд. 1867;
- том 7 — 1642 годы; изд. 1874;
- том 8 — дополнения с исправлением ошибок; изд. 1877.